# كارل روي
كارل روي هو مغني فلبيني، ولد في 25 مايو 1968 في مانيلا في الفلبين، وتوفي في 13 مارس 2012 في كيزون في الفلبين بسبب نوبة قلبية.

## وصلات خارجية
- كارل روي على موقع IMDb (الإنجليزية)
- كارل روي على موقع ميوزك برينز (الإنجليزية)
- كارل روي على موقع قاعدة بيانات الفيلم (الإنجليزية)